# Pénibilité au travail en France
Dans le droit du travail français depuis 2012 la pénibilité au travail est définie par l'exposition à un ou plusieurs facteurs de risques professionnels liés à des contraintes physiques marquées, un environnement physique agressif ou à certains rythmes de travail susceptibles de laisser des traces durables, identifiables et irréversibles sur la santé.
C'est un problème de société qui pour certains de ses critères tend à s'étendre ; selon l'enquête SUMER de 2002/2003, la proportion de salariés exposés à au moins une pénibilité physique (dans le sens courant du terme et non selon les critères réglementaire de cette pénibilité), en France, se situe à 56 %, toutes durées hebdomadaires d’exposition confondues (i.e. moins de deux heures à plus de vingt heures). Ces pourcentages représentent respectivement 9 800 000 salariés. En intégrant le critère de cumul de pénibilités physiques, 4 % des salariés, soit 700 000, cumulent au moins deux pénibilités physiques, dont la durée d’exposition est (pour chacune) supérieure ou égale à vingt heures par semaine. Et la liste des statistiques pourrait être longue dans le domaine. 38,7 % des salariés seraient exposés à au moins un des dix facteurs de pénibilité définis par le décret du 30 mars 2011 selon une étude du niveau d'exposition à la pénibilité fondée sur une cinquantaine de diagnostics des situations de pénibilité conduits entre 2011 et 2013 sur un échantillon de 156 000 salariés de l'industrie et de la distribution.

Mécanicien assisté d'une collègue, compagnie ferroviaire Baltimore and Ohio Railroad.
Photo :
Période : 1940-1945
Source : fonds historique du NARA.

## La pénibilité, un concept complexe

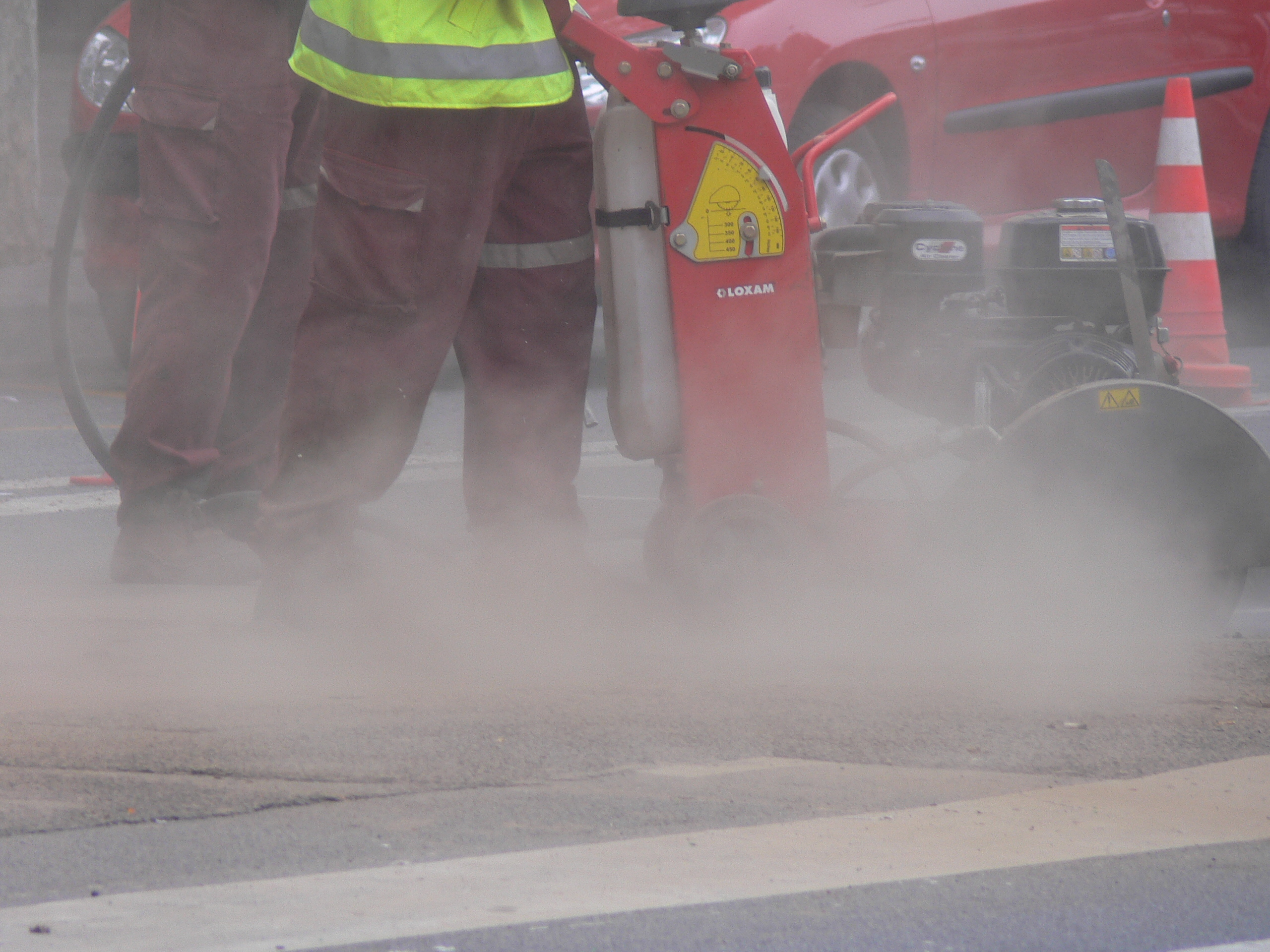
La pénibilité du travail est notamment liée à l'effort, l'exposition au bruit, à la poussière, aux vibrations, à des toxiques... mais aussi à d'autres conditions de travail plus subjectives.

La pénibilité au travail ressentie (c'est-à-dire hors de sa définition réglementaire) est un concept difficile à cerner, notamment parce que son appréciation est en partie subjective, ce qui peut rendre sa détermination délicate. En effet :
- les situations de travail impliquent souvent de multiples expositions, variant dans le temps et l'espace ;
- certains effets sont dus à la combinaison de ces différents facteurs, et peuvent être exacerbés par des vulnérabilités individuelles ;
- le sujet est un salarié, avec les enjeux que cela peut impliquer, dont des enjeux sociaux différents d’une situation de travail à l’autre ou selon les individus ;
- les parcours de vie, de santé et professionnels se combinent.

De fait, toute éventuelle intervention ergonomique sur la thématique de la pénibilité est socialement « située » : il est nécessaire de prendre en compte les caractéristiques de la situation et du contexte au niveau social, économique et technique du moment.
Avec cet ensemble de facteurs qui interviennent de façon plus ou moins « objective » sur la pénibilité au travail, il est également important de prendre en compte le vécu de cette pénibilité en particulier pour en comprendre la construction et l'origine dans la situation de travail.

## Déterminer la pénibilité «réglementaire»
Sur le plan réglementaire les critères de la pénibilité au travail sont désormais complètement définis et applicables depuis 2016.
En 2017, quatre des dix critères (manutention manuelle de charges lourdes, postures pénibles, vibration mécaniques et risques chimiques) de pénibilité sont supprimés par le gouvernement d’Édouard Philippe lors de la réforme du code du travail. Trois d'entre eux font partie des critères affectant régulièrement les femmes, d'autres critères fortement présents dans les métiers à forte propension féminine, tels que les horaires fragmentés ou un environnement de travail potentiellement agressif, n'ayant pas été pris en compte.

### Identifier les facteurs de pénibilité du code du travail (art. D. 4161-2 du Code du travail)
1. Au titre des contraintes physiques marquées :
  1. Les manutentions manuelles de charges définies à l'article R. 4541-2 ;
  2. Les postures pénibles définies comme positions forcées des articulations ;
  3. Les vibrations mécaniques mentionnées à l'article R. 4441-1 ;
2. Au titre de l'environnement physique agressif :
  1. Les agents chimiques dangereux mentionnés aux articles R. 4412-3 et R. 4412-60, y compris les poussières et les fumées ;
  2. Les activités exercées en milieu hyperbare définies à l'article R. 4461-1 ;
  3. Les températures extrêmes ;
  4. Le bruit mentionné à l'article R. 4431-1 ;
3. Au titre de certains rythmes de travail :
4. Le travail de nuit dans les conditions fixées aux articles L. 3122-29 à L. 3122-31 ;
  1. Le travail en équipes successives alternantes ;
  2. Le travail répétitif caractérisé par la réalisation de travaux impliquant l'exécution de mouvements répétés, sollicitant tout ou partie du membre supérieur, à une fréquence élevée et sous cadence contrainte.

### Mesures de compensation (depuis le 1 octobre 2017)
D'après un rapport publié en juillet 2022 par l'Institut national de recherche et de sécurité (INRS), seuls 6 des 10 facteurs de risques professionnels concernés par le dispositif pénibilité permettent d’acquérir des points crédités sur le compte professionnel de prévention (C2P)
- Activités exercées en milieu hyperbare,
- Températures extrêmes,
- Bruit,
- Travail de nuit,
- Travail en équipes successives alternantes,
- Travail répétitif.

Pour les salariés exposés aux 4 autres facteurs de pénibilité, il est prévu un aménagement du dispositif spécifique de compensation prévu depuis la loi portant réforme des retraites du 9 novembre 2010 (départ anticipé en retraite) :
- Manutentions manuelles de charges,
- Postures pénibles,
- Vibrations mécaniques,
- Agents chimiques dangereux.

### Envisager l'ampleur de la pénibilité
La pénibilité au travail n'est retenue que si le risque ou le rythme de travail considéré est marqué (en amplitude et en durée). C'est typiquement à l'occasion de la démarche d'évaluation des risques professionnels que ces expositions marquées peuvent être identifiées et déterminer ainsi la pénibilité des situations de travail en question.
Si la pénibilité du travail est à l'agenda politique, législatif et médiatique, « les effets du travail sur la santé demeurent largement méconnus »,. Bien souvent, seul le point de vue environnemental est envisagé dans la pénibilité et sont évacués le rapport subjectif et l'activité même,.

#### Identifier les effets de la pénibilité
Un certain nombre de critères plus ou moins faciles à définir peuvent permettre ce type d'évaluation : accident du travail, espérance de vie sans incapacité, état de santé et morbidité, …

#### Définir des critères permettant d'identifier les populations les plus sensibles
Pour des besoins de prévention à une échelle collective, il peut être intéressant de se pencher sur des critères du type : catégorie socio-professionnelle, parcours professionnels et « métiers spécifiques », âges, …

#### Diagnostiquer n'est pas mesurer
Toutefois, on se trouve vite confronté à une limite : diagnostiquer, ce n'est pas mesurer. On ne peut donc pas parler de mesures objectivables ou vérifiables quand il s'agit de pénibilité. De plus on se trouve vite limité par la notion de pénibilité perçue.

#### Identifier les contraintes réelles du travail
Lorsque l'on parle de pénibilité au travail, les écarts entre le travail tel qu'il est prescrit et le travail réel ne sont pas neutres. La pénibilité émerge souvent de contraintes qui n'ont pas été prévues, qui n'ont pas été intégrées dans la fiche de poste ou qui ont été minimisées. De fait, l'intervenant doit utiliser l'analyse ergonomique du travail pour administrer la preuve de ces écarts et de leurs conséquences afin de démontrer aux décideurs l'intérêt des préconisations.

#### Aller au-delà des normes
Il existe actuellement toute une série de « recommandations », de standards qui permettent d’évaluer scientifiquement (objectivement) les coûts du travail (voir INRS). Mais, il faut utiliser ces normes avec prudence. En effet, elle ne prennent pas en compte :
- les variabilités individuelles (qu'est-ce que l'homme « normal » ?) ;
- les composantes psychiques de la pénibilité ;
- les temps de latence entre les niveaux de sollicitation et leurs effets.

#### La gestion informelle de la pénibilité
Au sein des équipes de travail, il peut y avoir des régulations formelles ou informelles de la pénibilité, par exemple, en fonction de l'âge des salariés.

#### La pénibilité de pointe
Les demandes des entreprises et des décideurs incitent à évaluer la pénibilité moyenne alors que sur le « terrain », l’expression de la pénibilité porte souvent sur moments particuliers qui sont vécus comme plus pénibles que d'autres. On peut également se rendre compte avec les données issues de l’analyse de l’activité qu'il y a une variabilité de l’astreinte (la réaction à la contrainte) entre un moment et un autre ou entre un salarié et un autre.

## Législation
Loi portant réforme des retraites qui généralise l’obligation de prévention de la pénibilité en renforçant le principe général de prévention : « L'employeur prend les mesures nécessaires pour assurer la sécurité et protéger la santé physique et mentale des travailleurs ». Ces mesures comprennent (…) Des actions de prévention des risques professionnels et de la pénibilité au travail » et en ajoutant une compétence à celles des CHSCT qui procèderont maintenant « (…) à l'analyse de l'exposition des salariés à des facteurs de pénibilité ».
L’article 60 de cette loi prévoit en particulier l’obligation pour l’employeur de consigner dans une fiche individuelle, « les conditions de pénibilité auxquelles le travailleur est exposé, la période au cours de laquelle cette exposition est survenue ainsi que les mesures de prévention mises en œuvre par l’employeur pour faire disparaître ou réduire ces facteurs durant cette période ».
Décrets et circulaires d'application :
- Décret no 2011-354 du 30/03/2011 relatif à la définition des facteurs de risques professionnels
- Décret no 2011-823 du 07/07/2011 relatif à la pénalité pour défaut d’accord ou de plan d’action relatif à la prévention de la pénibilité mentionnée à l’article L. 138-29 du CSS
- Décret no 2011-824 du 07/07/2011 relatif aux accords conclus en faveur de la prévention de la pénibilité
- Circulaire DGT no 08 du 28/10/2011 relative aux accords et plans d’action en faveur de la prévention de la pénibilité prévue à l’article L. 138-29 du CSS (Sans valeur réglementaire)
- Décret no 2012-134 du 30/01/2012 tirant les conséquences de la création de la fiche prévue à l’article L. 4121-3-1 du CT
- Décret no 2012-136 du 30/01/2012 relatif à la fiche prévue à l’article L. 4121-3-1 du CT * Arrêté du 30/01/2012 relatif au modèle de fiche prévu à l’article L. 4121-3-1 du CT

Le dossier médical en santé au travail : fait par le médecin du travail, il « retrace dans le respect du secret médical les informations relatives à l'état de santé du travailleur, aux expositions auxquelles il a été soumis ainsi que les avis et propositions du médecin du travail, notamment celles formulées en application de l'article L. 4624-1. Ce dossier ne peut être communiqué qu'au médecin de son choix, à la demande de l'intéressé. En cas de risque pour la santé publique ou à sa demande, le médecin du travail le transmet au médecin inspecteur du travail. Ce dossier peut être communiqué à un autre médecin du travail dans la continuité de la prise en charge, sauf refus du travailleur. Le travailleur, ou en cas de décès de celui-ci toute personne autorisée par les articles L. 1110-4 et L. 1111-7 du code de la santé publique, peut demander la communication de ce dossier ».
Trois dispositifs y sont liés :
1. Traçabilité (individuelle et collective) des expositions (avec la Fiche de prévention des expositions à communiquer au Service SST qui la transmet au médecin du travail, cette fiche[11] précisant les conditions, périodes et mesures de préventions. Mise à jour à chaque modification des conditions d’exposition susceptible d'affecter la santé du travailleur, la mise à jour devant « prendre en compte l’évolution des connaissances sur les méthodes et produits utilisés ; et conserver les mentions relatives aux conditions antérieures d’exposition » : cette fiche est remise au salarié au moment de son départ de l’établissement ou en cas d’arrêt AT/MP d'au moins 30 jours (3 mois pour un autre motif), faute de quoi l'employeur s'expose à une contravention 5e classe) et Dossier médical en Santé au travail)[12]
2. Prévention de la pénibilité dans toute entreprise (à travers un accord ou un plan d’’action formalisés dans certains cas)
3. Départ anticipé à la retraite

### Projet de création d'un compte personnel de pénibilité au travail
Ce « compte » est « prévu pour tout salarié exposé à des conditions de travail pénibles et lui permet d'accumuler des points, à convertir en formation, temps partiel ou départ anticipé à la retraite. Il devrait être mis en place à partir du 1er janvier 2015. Quelque 300 000 personnes devraient à terme utiliser chaque année des points accumulés sur leur compte. Le coût du dispositif est estimé à 500 millions d'euros en 2020 et 2,5 milliards d'euros en 2040 » selon un article du journal Le Monde.
Sa mise en place était initialement prévue au 1er janvier 2015. Le projet a été soumis par le gouvernement au législateur en 2013 dans le cadre de la réforme de la retraite ; mais bien que l'Assemblée nationale ait voté en faveur du projet (le 10 octobre 2013), il a ensuite été repoussé par le Sénat à une date ultérieure, et par suite en partie repoussée par le Gouvernement à 2016 à la suite des protestations et d'une pétition émises par le Medef et la FFB (83.240 entrepreneurs) qui trouvent ce dispositif trop compliqué voire inapplicable par les patrons du secteur du bâtiment. Les deux ministres concernés François Rebsamen (pour le Travail) et à Marisol Touraine (pour ce qui concerne la santé) sont chargés de « reprendre les projets de décret pour aller plus loin dans la simplification et la sécurisation du dispositif » à la demande de Manuel Valls qui a précisé que « l'année 2015 sera une année de montée en charge progressive (...) L'objectif est d'aboutir à une généralisation en 2016, dans les meilleures conditions », avec selon Matignon une première année d'abord consacrée à mettre en place le compte pénibilité pour 4 (travail de nuit, travail répétitif, travail en équipes successives alternantes et travail en milieu hyperbare) des 10 thèmes de pénibilité « les plus faciles à cerner ». Les 6 autres thèmes de pénibilité (agents chimiques dangereux, températures extrêmes, bruit, postures pénibles, manutentions manuelles de charge et vibrations mécaniques) seront effectifs au 1er juillet 2016. Le salarié exposé à un ou plusieurs facteurs de pénibilité au-delà des seuils précités bénéficie d'un compte de prévention pénibilité.Salarié concerné
Il s'agit du salarié affilié au régime général de la sécurité sociale ou à la Mutualité sociale agricole (MSA) :
- disposant d'un contrat de travail (CDI,CDD, intérim, apprentissage...) d'au moins un mois,
- et remplissant les conditions d'exposition aux facteurs de pénibilité.

### Ouverture du compte
Le salarié n'a pas de démarche à faire.
Son compte prévention pénibilité sera automatiquement créé à partir de janvier 2017 à la suite de la déclaration de son employeur, si son exposition aux facteurs de risques dépasse les seuils prévus. Il sera prévenu, par mail ou courrier, par la caisse de retraite gestionnaire de son compte.
Le salarié peut s'informer sur le site http://www.preventionpenibilite.fr/ dédié de la (Cnav ou en appelant le 3682.